# Tifón Soudelor
El tifón Soudelor es un tifón que causó grandes daños a Taiwán y China en 2015.

## Visión general
El 28 de julio, un área de convección se consolidó a un área de baja presión al este de la línea internacional de cambio de fecha. Con un desarrollo estable, la JMA lo promovió a depresión tropical al día siguiente. El 30 de julio, la JTWC empezó a emitir avisos sobre la depresión tropical Trece-W, mientras que la JMA lo promovió a tormenta tropical y lo nombró: Soudelor (nombre aportado por los Estados Federados de Micronesia que hace referencia a un chef legendario de la localidad de Pohnpei). Al mismo tiempo, el Soudelor mostró signos de intensificación a medida que la nubosidad central densa oscurecía el centro de circulación de magnitud baja y ambiente favorable como una cizalladura vertical de viento débil y temperatura superficial del mar de entre los 31 y 31 grados centígrados. Por esto, la JMA lo promovió a tormenta tropical severa a las 18:00 UTC. A medida que se aproximaba a las islas Marianas del Norte, sobrevino la fase de rápida intensificación con ambas agencias clasificando al Soudelor como tifón. El tifón desarrolló un inusual ojo de tan sólo 8 kilómetros de diámetro, el más diminuto jamás observado en un ciclón tropical. A las 14:54 UTC, el Soudelor tocó tierra a lo largo de la costa sur de Saipán
Luego de exeperimentar un ciclo de reemplazamiento de pared de ojo, el Soudelor continuó intensificádose rápidamente y el 3 de agosto, la JTWC lo promovió a supertifón de categoría cinco. Después de esto, la intensidad se mantuvo basal a partir de entonces y después de mantener la categoría cinco durante 24 horas, el Soudelor fue degradado a supertifón de categoría cuatro a finales del 4 de agosto. El 5 de agosto, la PAGASA había reportado que el Soudelor había entrado al Área de Responsabilidad Filipina y le asignó el nombre de Hanna. El Soudelor se debilitó más a categoría dos y mantuvo ésta intensidad por un día. El 7 de agosto, el tifón reintensificó y alcanzó su segundo pico de intensidad como tifón de categoría tres y a finales de ese día, tocó tierra sobre Xiulin, condado de Hualien en Taiwán a las 20:40 UTC del 7 de agosto (04:40 del 8 de agosto en Taiwán). Después de esto, cruzó el estrecho de Formosa proveniente de Taixi, condado de Yunlin, alrededor de las 03:00 UTC (11:00 TST) del mismo día. Cerca de las 14:10 UTC (22:10 tiempo de China) del mismo día, el Soudelor tocó tierra sobre Putian, Fujian en China como tifón de categoría uno.
A su paso, en las islas Marianas, las evaluaciones iniciales de los centros de operaciones de emergencia indicaron que aproximadamente 384 casas fueron destruidas. Una evaluación separada por la Cruz Roja estadounidense mostró que 800 casas fueron afectadas. De éste total, 158 fueron destruidas, 296 sostuvieron daños severos y 354 sostuvieron daños leves. Se reportó inicialmente que los daños causados por el Soudelor fueron de USD 20 $ millones en Saipán. En Taiwán, se había reportado la muerte de ocho personas por distintas causas relacionadas por el tifón. Adicionalmente 420 personas fueron lesionadas en distintos grados. Se reportó apagones en varios puntos del país dejando a 4,85 millones sin el servicio de electricidad. El servicio telefónico, de aviación y de agua potable también fue afectado durante la tormenta. Los daños en la agricultura de Taiwán excedieron los USD 49,08 $ millonres. En el este de China, el tifón provocó la muerte de 21 personas y 5 más desaparecidas. Las pérdidas económicas en las provincias de Fujian y Zhejiang alcanzaron los USD 1,31 $ mil millones.